# حمام پای قلعه
حمام پای قلعه مربوط به دوره پهلوی است و در نهاوند، خیابان فجر اسلام، نرسیده به میدان شهید غفاری، حمام پای قلعه واقع شده و این اثر در تاریخ ۱۸ اسفند ۱۳۸۷ با شمارهٔ ثبت ۲۵۱۲۷ به‌عنوان یکی از آثار ملی ایران به ثبت رسیده‌است.